# Пустыгин, Михаил Андреевич
Михаи́л Андре́евич Пусты́гин (1906—2012) — советский ученый, конструктор сельскохозяйственных машин. Являлся долгожителем, прожил 105 лет.

## Биография
Родился 3 (16) ноября 1906 года в деревне Полянщина в многодетной крестьянской семье.
Окончил Трескинскую семилетнюю школу, среднюю школу № 5 в Пензе (1925), факультет механизации МСХА имени К. А. Тимирязева (1930).
С 1929 года и до выхода на пенсию в 2004 году (в возрасте 97 лет) работал в ВИСХОМе (Всесоюзный научно-исследовательский институт сельскохозяйственного машиностроения).
Участник обороны Москвы. В октябре 1941 года изобрел приспособление для связки 5 гранат.
Кандидат технических наук (1936). Доктор технических наук (1946). Профессор (1949).
В 1946 году вместе с И. С. Ивановым разработал конструкцию первого советского самоходного зерноуборочного комбайна С-4 производительностью до 2 га/час.
Умер 21 августа 2012 года.

## Награды и премии
- Сталинская премия первой степени (1947) — за разработку конструкции самоходного комбайна С-4
- орден Трудового Красного Знамени (1952)
- заслуженный деятель науки и техники РСФСР (1967)
- орден Октябрьской революции (1971)
- орден Почёта (1996) — за заслуги перед государством и многолетний добросовестный труд[3]
- медали

## Комментарии
1. ↑  Деревня Полянщина, входившая с 1926 года в состав Трескинского сельсовета, упразднена решением Пензенского облисполкома от 22.8.1990; ныне — территория Колышлейского района Пензенской области[1].